# Вітковський Андрій Федорович
Андрій Федорович Вітковський (нар. 12 грудня 1892, місто Київ — розстріляний 25 березня 1938) — український радянський діяч, голова Київської окружної ради профспілок, голова Київської окружної контрольної комісії КП(б)У. Член ВУЦВК. Член Ревізійної Комісії КП(б)У в листопаді 1927 — червні 1930 року. Член Центральної контрольної комісії КП(б)У в червні 1930 — січні 1934 року. Член Центральної контрольної комісії ВКП(б) у липні 1930 — січні 1934 року.

## Біографія
Працював робітником-столяром. Член РСДРП(б) з 1914 року.
З 1915 по 1917 рік перебував на засланні в Сибіру за революційну діяльність.
З 1923 року — завідувач Київського губернського відділу праці, начальник Київського губернського відділення соціального страхування. З середини 1920-х років до 1929 року — голова правління Київського центрального робітничого кооперативу «Сорабкоп».
У 1929—1930 роках — голова Київської окружної ради професійних спілок.
У 1930 році — голова Київської окружної контрольної комісії КП(б)У.
У лютому 1932 — лютому 1933 року — голова Київської обласної контрольної комісії КП(б)У.
До лютого 1934 року — голова Тульської міської контрольної комісії ВКП(б) Московської області. У 1934—1938 роках — секретар Партійної колегії Комісії партійного контролю при ЦК ВКП(б) по Івановській промисловій області.
1938 року заарештований органами НКВС в місті Іваново. 25 березня 1938 року засуджений до вищої міри покарання, розстріляний. Посмертно реабілітований 1 жовтня 1955 року.